# Rượu ngô Bản Phố
Rượu ngô Bản Phố hay còn gọi là rượu ngô Bắc Hà là một thứ rượu ngon đặc sản của người H'Mong và người Dao ở Bản Phố, cao nguyên Bắc Hà, Lào Cai. Cùng với rượu Táo Mèo và rượu San Lùng, rượu ngô Bản Phố là loại rượu nổi tiếng của Lào Cai.
Rượu ngô Bản Phố nấu từ nước lấy từ suối Hang Dế. Ngô dùng nấu rượu Bản Phố không phải trồng ở nương rẫy hoặc thung lũng, mà ở trên núi đá cao heo hút, đặc biệt là giống ngô vàng trồng ở xã Lùng Phình (Bắc Hà) cho ra nhiều rượu có hương thơm nồng rất ngon. Sau khi thu hoạch, ngô được giữ nguyên bắp, phơi khô và bảo quản để nấu rượu dần. Bí quyết tạo nên sự khác biệt của rượu ngô Bản Phố với các loại rượu khác là lên men bằng bột bông của cây "pa", còn gọi là cây Hồng Mi(?)